# استشهاد القديس سباستيان (عمل فني)
استشهاد القديس سيباستيان هو عمل فني (رسم) لليوناردو دافنشي يظهر استشهاد القديس سيباستيان . أعيد اكتشافه في باريس في مارس 2016 ، وتم تصنيفه على أنه «كنز وطني» وتم تقديمه إلى الصحافة في 10 يناير 2017. كان تقدير قيمة العمل في المزاد هو 15،000،000 يورو. وتم وضعه في البداية تحت شريط تصدير في يونيو 2017 لمنح المتاحف الفرنسية 30 شهرًا لجمع الأموال الكافية لشرائه. 